# Vysšaja Liga 2012 (Tagikistan)
La Vysšaja Liga (Tagikistan) 2012 è stata la 21ª edizione del massimo campionato tagiko di calcio. La stagione è iniziata il 7 aprile 2012 ed è terminata il 18 novembre dello stesso anno.

## Teams
| Club                 | Coach                 | City       | Stadium                          | Capacity | 2011     |
| -------------------- | --------------------- | ---------- | -------------------------------- | -------- | -------- |
| Energetik Dušanbe    | Tagikistan (bandiera) | Dušanbe    | Stadion Aeroflot                 | 3,000    | 4th      |
| Guardia Dušanbe      | Sergey Kapusta        | Dušanbe    | Stadion Politekhnikum            | 2,000    | 11th     |
| Istaravšan           | Tagikistan (bandiera) | Istaravšan | Istaravshan Sports Complex       | 5,000    | Promosso |
| Istiklol             | Nikola Kavazović      | Dušanbe    | Central Republican Stadium       | 21,400   | 1st      |
| Khayr Vahdat         | Tagikistan (bandiera) | Vahdat     | Stadion im. Safarbeka Karimova   | 7,000    | 5th      |
| Khosilot Farkhor     | Tagikistan (bandiera) | Farchor    | Stadion Farkhar                  | 3,000    | Promosso |
| Khujand              | Tagikistan (bandiera) | Xuçand     | 20 Years of Independence Stadium | 25,000   | 7th      |
| Parvoz               | Muhammad Djuraev      | Ǧafurov    | Stadion Furudgokh                | 5,000    | 9th      |
| Ravšan               | Tagikistan (bandiera) | Külob      | Langari Langarieva Stadium       | 20,000   | 3rd      |
| Regar-TadAZ          | Tagikistan (bandiera) | Tursunzoda | Stadium Metallurg 1st District   | 10,000   | 2nd      |
| SKA Pamir            | Tagikistan (bandiera) | Dušanbe    | Pamir Stadium                    | 24,000   | 6th      |
| Vachš                | Salohiddin Ghafurov   | Boxtar     | Tsentralnyi Stadium              | 10,000   | 8th      |
| Zarafshon Pendjikent | Tagikistan (bandiera) | Panjakent  | Stadion Zarafshon                | 2,000    | Promosso |

## Classifica
|                       | Pos. | Squadra              | Pt | G  | V  | N | P  | GF | GS | DR  |
| --------------------- | ---- | -------------------- | -- | -- | -- | - | -- | -- | -- | --- |
| Tagikistan (bandiera) | 1    | Ravšan               | 62 | 24 | 20 | 2 | 2  | 51 | 10 | +41 |
|                       | 2    | Regar-TadAZ          | 61 | 24 | 19 | 4 | 1  | 77 | 16 | +61 |
|                       | 3    | Istiklol             | 53 | 24 | 16 | 5 | 3  | 76 | 13 | +63 |
|                       | 4    | Khayr Vahdat         | 52 | 24 | 16 | 4 | 4  | 45 | 27 | +18 |
|                       | 5    | Parvoz               | 34 | 24 | 10 | 4 | 10 | 47 | 36 | +11 |
|                       | 6    | Vachš                | 31 | 24 | 9  | 4 | 11 | 31 | 24 | +7  |
|                       | 7    | SKA Pamir            | 30 | 24 | 8  | 6 | 10 | 26 | 25 | +1  |
|                       | 8    | Khujand              | 30 | 24 | 8  | 6 | 10 | 29 | 44 | -15 |
|                       | 9    | Istaravšan           | 28 | 24 | 8  | 4 | 12 | 33 | 44 | -11 |
|                       | 10   | Energetik Dušanbe    | 27 | 24 | 7  | 6 | 11 | 35 | 34 | +1  |
|                       | 11   | Khosilot Farkhor     | 14 | 24 | 4  | 2 | 18 | 18 | 64 | -46 |
|                       | 12   | Guardia Dušanbe      | 12 | 24 | 4  | 0 | 20 | 18 | 72 | -54 |
|                       | 13   | Zarafshon Pendjikent | 6  | 24 | 1  | 3 | 20 | 21 | 98 | -77 |

Legenda:

      Campione del Myanmar e ammessa alla Coppa dell'AFC 2013
      Ammessa alla Coppa dell'AFC 2013
Note:

Tre punti a vittoria, uno a pareggio, zero a sconfitta.